# Vértesacsa
Vértesacsa (németül: Atscha) község Fejér vármegyében, a Bicskei járásban.

## Fekvése, földrajza
Acsa falu (a Vértes hegységre utaló Vértes jelző a 20. század elején járult Acsa helységnévhez megkülönböztetésül más Acsa nevű falvaktól) halmazfaluból kialakított többutcás szalagtelepülés a Mezőföld északi részén. A község központi belterülete (213 hektár) a vértesacsai völgyben fekszik 161 méter tengerszint feletti magasságban. Területe (3619 hektár) völgyekkel sűrűn felszabdalt löszborította eróziós dombság.
A közvetlenül határos települések: észak felől Alcsútdoboz, északkelet felől Tabajd, kelet felől Vál, délkelet felől Vereb, délnyugat felől Lovasberény, nyugat felől Csákvár, északnyugat felől pedig Vértesboglár.

### Megközelítése
Csak közúton érhető el, Lovasberény vagy Alcsútdoboz érintésével, a 811-es főúton. Régen áthaladt rajta a Bicske–Székesfehérvár-vasútvonal is, de azt már évtizedekkel ezelőtt felszámolták; a vonal egykori itteni állomását a 81 308-as számú mellékút szolgálta ki.

## Történelem
A község északi részén neolitikus és bronzkori falvak álltak. A Lápitói részből 3. századi sírkő és 4. századi római kori temető került elő. A Körtvélyeslápi dűlőben 3-4. századi római és 6-7. századi avar kori sírokat tártak fel. Az Ady E. utcában 7-8. századi avar kori temető volt, ugyanitt késő középkori, földbe ásott hombárokat találtak.
A falu első említése 1330-ból való. Legrégebbi ismert pecsétje 1676-ból származik.
Vértesacsát egy időben nemesi családok birtokolták, majd 1543 után a török közigazgatás része lett, lakói egyre jobban elszegényedtek. 1715-ben meggyilkolták az új birtokost, Újvári Imrét, minek következtében a lakók jogaikat elvesztették, majd örökös szolgaságra ítéltettek. Ezen eseményeket követően lakosságcsere ment végbe, melynek során az elmenekültek helyére 32 német parasztcsalád költözött.
1816-tól a falu, mely ekkor József nádor birtoka volt, erőteljesen fejlődni kezdett. 1898-ban épült ki a Bicske-Székesfehérvár-vasútvonal, mely az elvándorlásban nyújtott segítséget. A helyi lakosok több egyesületet, önképzőkört, gazdaszövetséget hívtak életre.
Római katolikus temploma a korábbi gótikus templom alapjaira épült a 18. században. Ugyanakkor készült a főoltár és a szószék a pálos rend műhelyében. A református temploma 1838-ban épült. Római katolikus templom (Szent Kereszt feltalálása).
Középkori részletek, a gótikus szentély felhasználásával 1768- 80-ban épült a barokk templom. A templom klasszicista stílusban átépített homlokzatát és tornyát 1982-ben újították fel.
Szentélyében késő barokk falfestés látható, témája a Szent Kereszt felmagasztalása. A keresztelőkút 1765-ből származik. A templomban 16. századi, fametszetes bibliát őriznek.
A községben 1909-ben kezdte meg működését a népkönyvtár.
Az 1930-as népszámlálás adatai szerint Vértesacsa lakóinak száma 2700 (ebből 2067 fő német és 633 fő magyar nemzetiségű), az 1944. évi Helységnévtár 2720 főről tesz említést. Ekkortájt 757 család élt itt 644 házban, ezeknek több mint a fele nincstelen vagy szegényparaszt, akik napszámosként, cselédként vagy részesaratóként dolgoztak.
A második világháború Vértesacsát sem kerülte el. 1944. március 19. és december 23. között tartózkodott a faluban a német katonaság. 1944. december 18-án kezdetét vették a község közelében a hadműveletek, a szovjet katonák december 24-ére virradó éjszakán érkeztek meg. A visszavonuló német katonák a település iskoláját felégettek. A harcok során bombatalálatot kapott a római katolikus templom tornya és a községi malom is.
Az 1945-ös földosztás során a zsellérek 781 kh, a mezőgazdasági munkások 22 kh, a szegények 463 kh földhöz jutottak.
A háborút követően megkezdődött a németek kitelepítése. 250 családot, akik a Volksbund tagjai voltak, valamint 44 velük szimpatizáló családot kitelepítettek Németországba. Helyükre 1945. október 7-én 52 agrárproletár család érkezett a faluba Túrkevéről, 36 vasúti kocsiban. 1945. december 31-én újabb csoport érkezett, újfent Túrkevéről. 1946. május 12-én Szászfáról települt be 12 család, majd júniusban és júliusban újabb 117 család. 1946 augusztus végéig érkeztek meg az utolsó telepesek - kb. 25-30 család - Örkényből, Szentistvánból és Tápióbicskéről. 
A falu életét az 1940-es évek második felében az 1945 áprilisának első napjaiban megalakult Nemzeti Bizottság irányította.
1948 nyarának végén mezőgazdasági termelő szakcsoport alakult, a kezdeményező 7 főnek mindössze volt három lovuk, két tehenük, egy borjújuk és egy szekerük. Ebből nőtte ki magát később a termelőszövetkezet, mely 8 évig a falu első mezőgazdasági nagyüzeme lett.
A 11. Honi Légvédelmi Rakétadandár tartalék harcálláspontja a település határában fekvő helyőrségben volt elhelyezve. A 11/3. honi légvédelmi tüzérosztály 1959-ben alakult meg Vértesacsa mellett. Egészen 1978 márciusáig viselte ezt a hadrendi számot, majd felvette a 11/4. honi légvédelmi tüzérosztály nevet, és 1980 szeptemberéig maradt itt. Ekkor költözött át Etyekre és maradt ott, végül 11/4. honi légvédelmi rakétaosztály néven szűnt meg 1995-ben.
A településen megszüntetett vasútvonal szerepel Moldova György: Akit a mozdony füstje megcsapott… című könyvében, ahol riportot készített a vértesacsai pályamesterrel. Vértesacsán az utolsó vonat 1987-ben járt egy filmforgatás alkalmából.

## Közélete

### Polgármesterei
- 1990–1994: Széll Ferenc (független)[11]
- 1994–1998: Széll Ferenc (független)[12]
- 1998–2002: Széll Ferenc (független)[13]
- 2002–2006: Széll Ferenc (független)[14]
- 2006–2010: Széll Ferenc (független)[15]
- 2010–2014: Kovács Zoltán (független)[16]
- 2014–2017: Kovács Zoltán (független)[17]
- 2017–2019: Kovács Zoltán (független)[18]
- 2019–2024: Kovács Zoltán (független)[19]
- 2024– : Kara Nikoletta (Fidesz-KDNP)[1]

A településen 2017. június 18-án időközi polgármester-választást (és képviselő-testületi választást) tartottak, az előző képviselő-testület önfeloszlatása miatt. A választáson a hivatalban lévő polgármester is elindult, és meg is erősítette pozícióját.

## Népesség
A település népességének változása:
| Lakosok száma | 1746 | 1772 | 1773 | 1780 | 1774 | 1769 | 1766 |
|               | 2013 | 2014 | 2015 | 2021 | 2022 | 2023 | 2024 |

A 2011-es népszámlálás során a lakosok 83,3%-a magyarnak, 0,7% cigánynak, 0,2% horvátnak, 14% németnek, 0,6% románnak mondta magát (16,6% nem nyilatkozott; a kettős identitások miatt a végösszeg nagyobb lehet 100%-nál). A vallási megoszlás a következő volt: római katolikus 31,2%, református 21%, evangélikus 0,1%, görögkatolikus 0,4%, felekezeten kívüli 15% (30,5% nem nyilatkozott).
2022-ben a lakosság 92,1%-a vallotta magát magyarnak, 5,5% németnek, 0,7% cigánynak, 0,4% románnak, 0,1-0,1% lengyelnek,horvátnak, örménynek és ruszinnak, 2,5% egyéb, nem hazai nemzetiségűnek (7,9% nem nyilatkozott; a kettős identitások miatt a végösszeg nagyobb lehet 100%-nál). Vallásuk szerint 23,7% volt római katolikus, 17,8% református, 0,4% evangélikus, 0,2% görög katolikus, 0,1% ortodox, 1,8% egyéb keresztény, 1,1% egyéb katolikus, 16,8% felekezeten kívüli (38,1% nem válaszolt).

## Híres emberek
- Hufnagel György (Vértesacsa, 1921. március 30. – Budapest, 2011. augusztus 15.) Venesz- és Életmű-díjjal kitüntetett mesterszakács, minisztériumi főszakács
- Kazay Endre, gyógyszerész, szakíró.
- Kemény Bertalan, a falugondnokság kitalálója és elindítója
- Varjas János, a Debreceni Református Kollégium professzora.
- Zsoldos Péter, karikaturista

## Külkapcsolatok
- Eppelheim (Németország)
- Nyárádgálfalva (Erdély/Románia)
- Perény-Hím (Felvidék/Szlovákia)